# Gostota električnega polja
Gostòta eléktričnega pólja ali gostòta eléktričnega pretòka (oznaka D) je fizikalna količina, ki opredeljuje električno polje. Njena velikost je določena kot gostota naboja, ki se influencira na kovinski ploščici, postavljeni prečno na smer polja, njena smer pa je pravokotno na ploščico. Enota za merjenje gostote električnega polja je A s / m2.

## Zveza med gostoto in jakostjo električnega polja
V splošnem se lahko gostota električnega polja zapiše kot vsota produkta jakosti električnega polja {\displaystyle {\vec {\mathbf {E} }}\!\,} z influenčno konstanto {\displaystyle \varepsilon _{0}\!\,} in električne polarizacije {\displaystyle {\vec {\mathbf {P} }}\!\,}:
{\displaystyle {\vec {\mathbf {D} }}=\varepsilon _{0}{\vec {\mathbf {E} }}+{\vec {\mathbf {P} }}\!\,.}
V praznem prostoru je električna polarizacija enaka nič, gostota električnega polja pa je tako premo sorazmerna jakosti električnega polja {\displaystyle {\vec {\mathbf {E} }}\!\,}, sorazmernostni koeficient pa je {\displaystyle \varepsilon _{0}\!\,}:
{\displaystyle {\vec {\mathbf {D} }}=\varepsilon _{0}{\vec {\mathbf {E} }}\!\,.}
V splošnem pa jakost električnega polja in gostoto električnega polja povezuje tenzor dielektričnosti {\displaystyle \varepsilon \!\,}. Na primer v primeru linearne izotropne snovi, kot je dielektrik:
{\displaystyle {\vec {\mathbf {D} }}=\varepsilon \varepsilon _{0}{\vec {\mathbf {E} }}\!\,.}
V primeru anizotropne snovi, kot je na primer značilno za monokristale, gostota električnega polja ne kaže več nujno v smeri jakosti električnega polja. Če sta količini linearno povezani, je tenzor 2. reda {\displaystyle \varepsilon \!\,} mogoče določiti kot edinstven sorazmernostni faktor:
{\displaystyle {\vec {\mathbf {D} }}={\begin{pmatrix}\varepsilon _{11}&\varepsilon _{12}&\varepsilon _{13}\\\varepsilon _{21}&\varepsilon _{22}&\varepsilon _{23}\\\varepsilon _{31}&\varepsilon _{32}&\varepsilon _{33}\end{pmatrix}}\varepsilon _{0}{\vec {\mathbf {E} }}\!\,.}
Posledica takšne povezave je dvolomnost.
Zgled nelinearnega obnašanja med električnim poljem in pretokom so feroelektriki, ki ohranijo del svoje polarizacije po uporabi močnega polja. Nadaljnje zglede se lahko najde v nelinearni optiki.
V fiziki je dielektričnost določena kot brezrazsežna količina, pri čemer je dielektričnost vakuuma 1, v elektrotehniki pa ima navadno dielektričnost enoto A s / V m. Dielektričnost vakuuma je v tem primeru enaka influenčni konstanti, splošna zveza med gostoto električnega polja in jakostjo električnega polja pa se zapiše v obliki:
{\displaystyle {\vec {\mathbf {D} }}=\varepsilon {\vec {\mathbf {E} }}\!\,.}

## Zakon o električnem pretoku
(Gaussov) zakon o električnem pretoku ali Gaussov zakon govori, da je električni pretok skozi zaključeno ploskev {\displaystyle S\!\,}, ki zajema električni naboj {\displaystyle e\!\,}, enak:
{\displaystyle \oint _{S}{\vec {\mathbf {D} }}\cdot \operatorname {d} {\vec {\mathbf {S} }}=e\!\,.}
Skladno s tem se za gostoto električnega polja uporablja tudi izraz gostota električnega pretoka. V diferencialni obliki ima zakon obliko:
{\displaystyle \nabla \cdot {\vec {\mathbf {D} }}=\rho \!\,,}
kjer je {\displaystyle \rho \!\,} prostorninska gostota prostih nabojev, {\displaystyle \nabla \cdot \!\,} pa operator divergence.